# Niittysaari (ö i Lappland, Tornedalen)
Niittysaari med Vyönisaari och Kuussaari är en ö i Finland. Den ligger i Torne älv och i kommunen Övertorneå och landskapet Lappland, i den norra delen av landet, 700 km norr om huvudstaden Helsingfors. Öns area är 3,64 kvadratkilometer och dess största längd är 3,8 kilometer i sydöst-nordvästlig riktning.